# Waldemar von Mohl
Waldemar Arthur von Mohl (* 6. September 1885 in Ponarien, Ostpreußen; † 1. März 1966 in Bad Segeberg) war ein deutscher Jurist und Landrat während der Weimarer Republik und des Nationalsozialismus.

## Leben
Waldemar von Mohl war Angehöriger der Familie Mohl und Sohn des Juristen Ottmar von Mohl und der Wanda von der Groeben (1854–1910). Er war der Enkel des Robert von Mohl. Er machte sein Abitur an der Landesschule Pforta. Danach studierte er in Paris, von 1904 bis 1906 am New College in Oxford und danach bis 1908 in Königsberg und Halle. 1909 absolvierte er sein Gerichtsreferendariat, 1910 wurde er in Heidelberg promoviert. Anschließend begann er seine Karriere im preußischen Regierungsdienst, zunächst als Referendar, ab 1914 als Regierungsassessor.
Der nationalkonservative von Mohl war in der Weimarer Republik Regierungsrat im Preußischen Innenministerium und wurde am 3. Februar 1921 vom sozialdemokratischen Minister Carl Severing als Nachfolger des Sozialdemokraten Arthur Zabel zum Landrat des Kreises Bordesholm vorgeschlagen. Er wurde von der SPD und der „bürgerlichen Einheitsliste“ im Kreistag gewählt und amtierte bis zur Auflösung des Kreises 1932. Von 1932 bis 1945 war er Landrat des Kreises Segeberg. Waldemar von Mohl war Mitglied der NSDAP seit 1937, geriet aber mehrmals unter Druck des örtlichen SA-Führers und Kreisleiters Werner Stiehr. Der Landrat hat außerdem den jüdischen Kaufmann Jean Labowski mehrmals vor einer Zwangstrennung von seiner nichtjüdischen Frau und ihren gemeinsamen Töchtern geschützt. Mit Hilfe von Mohls und der örtlichen Polizei wurde Labowski vor dem Zugriff der Gestapo bewahrt, indem er im Polizeigefängnis versteckt wurde. Die Rolle Mohl's im NS-Staat wurde allerdings zunehmend als problematisch eingeschätzt. Am konkreten Beispiel Waldemar von Mohls lässt sich viel lernen darüber, wie Angehörige traditioneller Eliten trotz zum Teil vorhandener innerer Distanz mitmachten und den NS-Staat erst ermöglichten. Waldemar von Mohl überlebte den Krieg in Bad Segeberg. Ende April 1945 hatte Reichsfinanzminister Johann Ludwig Graf Schwerin von Krosigk seinen Wohnsitz beim Landrat Mohl. Über die Bundesstraße 432 fuhr dieser von dort täglich nach Eutin und Plön, um dort an Gesprächen der verbliebenen Reichsregierung teilzunehmen. Als Karl Dönitz mit der letzten Reichsregierung am 2. Mai 1945 nach Flensburg-Mürwik flüchtete, verließ auch von Krosigk den Wohnsitz beim Landrat und flüchtete zum Sonderbereich Mürwik, wo er später von den Briten verhaftet und später verurteilt wurde. Von Mohl aber wurde nach dem Kriegsende von den Briten 1945 als Stadtdirektor eingesetzt. Nach dem Krieg wurde von Mohl im Entnazifizierungsprozess der britischen Besatzung in die Gruppe V („Entlastete“) eingestuft und mit Hilfe Labowskis rehabilitiert.
1953 wurde von Mohl zum Kreisvorsitzenden des Deutschen Roten Kreuzes gewählt und 1959 mit dessen Goldenem Ehrenzeichen geehrt. Ende der 1960er Jahre wurde in Bad Segeberg eine Straße nach ihm benannt. Dennoch blieb von Mohls Rolle in der nationalsozialistischen Diktatur nie unumstritten und führte 2013 auf politischen Druck hin zu einem durch den Kreis Segeberg in Auftrag gegebenen Gutachten. In der Zusammenfassung kommt es zum Schluss, dass von Mohl „als typisches Beispiel für die Rolle traditioneller Eliten im Dritten Reich eingeordnet werden (kann), die durch Anpassungsbereitschaft und zum Teil vorauseilende Selbstgleichschaltung zu Akteuren des NS-Unrechtsregimes wurden, auch wenn sie der NS-Ideologie innerlich fern standen“.
Waldemar v. Mohl heiratete in erster Ehe 1914 Agnes von Pfuel (1884–1920) und nach deren Tod 1922 seine Schwägerin Freda von Pfuel (1883–1964), beide Töchter von Gustav von Pfuel. Anton von Mohl (* 28. März 1916; † 16. April 2013), Oberstleutnant, Kommandeur des Panzeraufklärungsbataillons 6, Rechtsritter des Johanniterordens, war sein Sohn. Dieser war verheiratet mit Irmgard (geborene von Leyser), Tochter des General der Infanterie Ernst von Leyser. 1922 erbte er mit seinem Bruder Hans das 1889 vom Vater erworbene Schloss Arnshaugk (ehem. Beustsches Haus) in Thüringen. Dort lebte auch teilweise seine jüngste Schwester Doris, die mit dem Bildhauer und einem der ersten Bauhaus-Schüler Karl Johannes Hermann verheiratet war.

## Weitere Literatur
- Gothaisches Genealogisches Taschenbuch der Adeligen Häuser Teil B (Briefadel) 1937. Zugleich Adelsmatrikel der Deutschen Adelsgenossenschaft. 29. Jahrgang, Justus Perthes, Gotha 1936, S. 399 f.
- Neustädter Kreisbote, Jg. 29, Nr. 24 / 2018 v. 1. Dez. 2018, S. 18.: „Was der Neustädter Kreisbote berichtete“ – vor 100 Jahren in unserer Stadt